# Димитър Езекиев
Димитър Борисов Езекиев е български журналист, депутат в VII велико народно събрание.
Езекиев завършва първи випуск журналистика на Софийския университет.
Работил в Българска национална телевизия над 20 години. Автор е на студии и телевизионни сценарии. Работил е и във вестниците „Патриот“, „Народна младеж“ и „Орбита“. След 1989 г. участва в изготвянето на първото аналитично седмично списание „Български дневник“.
В Националната телевизия става основоположник на дискусионните предавания с продукциите „Пресконференция БТ“, „Българската телевизия защитава“ и „Сто минути на зрителя“. Бил е и главен редактор на редакция „Съвременник“ в БНТ. Участва в многобройни граждански инициативи преди смяната на комунистическия режим, в т.ч. като съосновател на сдружението „Екогласност“ и на Русенския комитет, поради което е уволняван и преследван от Държавна Сигурност. Съдейства и е близък приятел на видни български пътешественици и изследователи, в т.ч. Петър Берон, Дончо Папазов и Методи Савов.
Съпруг на Радост, с която имат син, Сергей и впоследствие на Детелина Барутчиева, с която имат син, Павел. Дядо е на Деница и Рада Езекиеви, културни дейци, както и на Николас Езекиев Косано, роден в Мадрид и отраснал в България и Аржентина.
С решение на Комисия по досиетата от 04.09.2007 г. е разкрит като сътрудник на Държавна сигурност - съдържател на явочна квартира в периода 1967-1971 г., известен под псевдонима „Бор“.